# الريش (قبيلة)

الرِّيْش: قبيلة عربية، تقع منازلهم جنوب بلاد بارق، وإلى الشمال الشرقي من مُحَايِل. وتسكن هذه القبيلة على ضفاف أودية: الريش، فرشاط، ووادي مرة وما ينجّز إليها من روافد، ويحدّها شمالاً بارق والشهارية، وجنوباً آل مُوسى وبَنُو ثوعة، وشرقاً بللسمر، وغرباً آل دريب. ذكر أبو محمد الهمداني (المتوفي 334 هـ) بلادهم وقال: «فرشاط وصدوره حجرية وأسافله عبيدية من كنانة»، وفي موضع آخر قال:«بلد بارق، فآل عبيدة من الأزد حلالهم حرام بن كنانة».
قال عنهم البريطاني كيناهان كورنواليس (1916 م):«الريش: قبيلة مستقرة تسكن في الشمال الشرقي من محايل، ويحدّها من الشمال آل موسى بن علي وقسم الشهارية من بني شهر، ومن الشرق بللسمر، ومن الجنوب بني ثوعة وآل موسى، ومن الغرب آل دريب، وتبدأ حدودهم الجنوبية على مسافة خمسة أميال من محايل. وبلادهم مستوية وكثيفة الأشجار وفيها جداول جارية. وينقسمون إلى قسمين هما: آل الريش، وآل مشول. وعددهم 2500 رجل. وجميع القبيلة تؤيد الإدريسي وتدفع له الضرائب، وهم محاربون ضعفاء، وقد أصيبوا بفشل ذريع ضد شريف مكة في عام 1910م حينما دمرت وخربت بلادهم. أصدقاؤهم: قبائل بارق، وآل موسى، وبني ثوعة، ورجال ألمع. وأعدائهم: بللسمر، وبني شهر، وبللحمر. وتمتلك القبيلة مستوطنة منعزلة قرية المنظر في أرض بللسمر، وتنأى بنفسها عن أي خصومات تحدث بين القبيلتين». وقال هاري و.هازارد (1956م): «الريش: قبيلة مستقرة يبلغ تعدادهم 12 ألف نسمة، وهم فلاحون في شمالي محايل».

## النسب
الرِّيْش: هم مجموعة من القبائل العربية، جلهم من آل عبيدة (العبيدية) من الأزد حلفاء بني حرام بن كنانة. وبينهم مجموعة كبيرة من العرب الآخرين، مثل: السادة والزهارية والفلايقة، وبيوت من عسير، وكنانة، وتحالفت هذه المجموعات مع بعضها البعض حتى أصبحت قبيلة بداعية قبائل الريش، والريش وادي تسموا به. وتنطوي هذه القبيلة على عدة أفخاذ من أهمها ما يلي :
| أهل الشعثاء |

| آل مشول |

### هوامش
1. ↑  المنظر: قرية لآل مشول تقع على ضفة وادي فرشاط الشمالية، في شمال حاضرة آل مشول على مسافة كيلا واحد.(طالع إحداثي القرية) نسخة محفوظة 28 يونيو 2022 على موقع واي باك مشين.